# ال‌دورادو، میسیونس

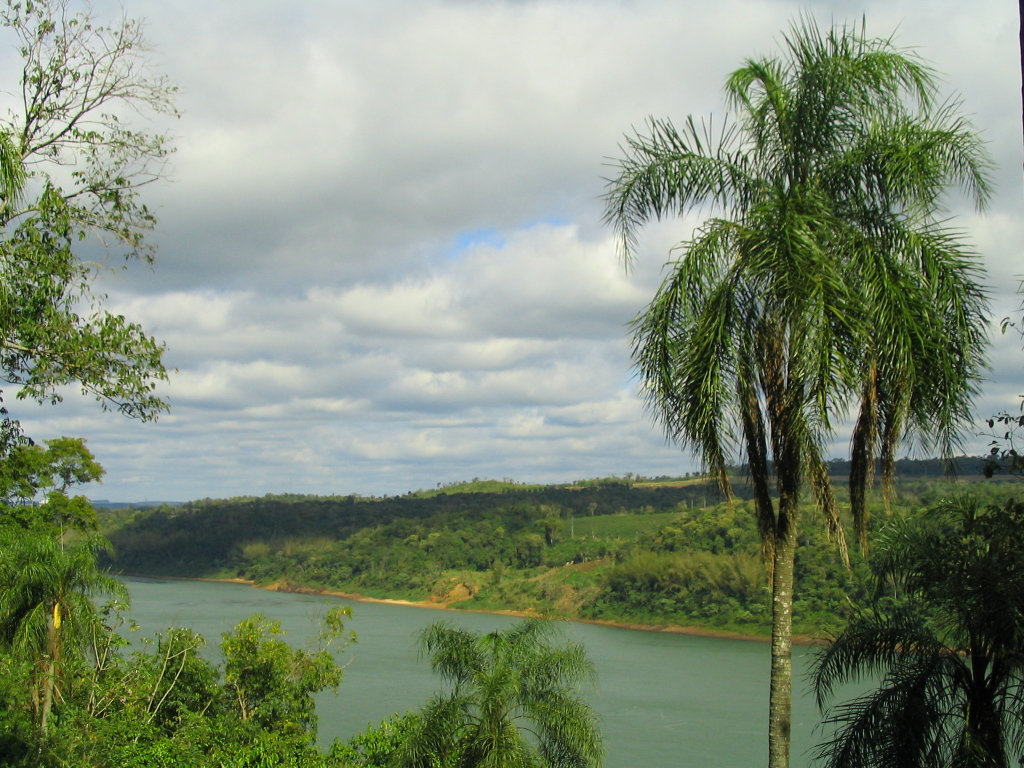

الدورادو (به اسپانیایی: Eldorado) شهری در کشور آرژانتین، استان میسیونس است که در سال ۲۰۰۹ میلادی، حدود ۴۷٬۵۵۶ نفر جمعیت داشته است.